# Entodon expallens
Entodon expallens är en bladmossart som beskrevs av C. Müller och Kindberg in Macoun 1892. Entodon expallens ingår i släktet Entodon och familjen Entodontaceae. Inga underarter finns listade i Catalogue of Life.